# Маллин, Маркуэйн
Маркуэйн Маллин (англ. Mark Wayne "Markwayne" Mullin; род. 26 июля 1977, Талса) — индеец-чероки и американский политик, представляющий Республиканскую партию. Сенатор от штата Оклахома с 3 января 2023 года, член Палаты представителей США от штата Оклахома (2013—2023).
Маллин — первый сенатор США из числа коренных американцев с тех пор, как шайенн Бен Найтхорс Кэмпбелл ушёл в отставку в 2005 году. Он также является вторым представителем племени чероки, избранным в Сенат; первый, Роберт Лейтем Оуэн, ушёл в отставку в 1925 году.

## Биография
Родился в Талсе, окончил школу в Стилуэлле, штат Оклахома. В 1996 году посещал колледж, но не окончил его, возглавив вместо этого сантехническую фирму заболевшего отца. В 2010 году получил степень младшего специалиста (англ. associate degree) в области строительных технологий. Бывший профессиональный боец смешанных единоборств.
В июне 2011 года конгрессмен-демократ от второго округа Оклахомы Дэн Борен объявил, что не будет избираться на новый срок в 2012 году. В сентябре 2011 года Маллин объявил об участии в выборах, позиционировал себя как бизнесмена — политического аутсайдера. Среди шести кандидатов, участвовавших во внутрипартийных выборах республиканцев в июне 2012 года, Маллин финишировал первым, набрав 42 % голосов избирателей. Во втором туре он победил своего оппонента с результатом 57 %. На основных выборах в ноябре Маллин был избран в Палату представителей США, став первым республиканцем от данного избирательного округа после Тома Коберна, покинувшего этот пост в 2001 году.
Во время своей первой избирательной кампании Маллин обещал ограничить свое пребывание в Конгрессе тремя двухлетними сроками, однако в июле 2017 года он заявил, что будет избираться на четвёртый срок в следующем году. Несмотря на противодействие части республиканцев (в том числе Коберна), Маллин смог получить 54% голосов избирателей на внутрипартийных выборах и право на очередное выдвижение от республиканцев. В ноябре 2018 года он переизбран на четвёртый срок при поддержке 65 % избирателей.
В 2022 году стало известно, что сенатор-республиканец от Оклахомы Джим Инхоф досрочно покинет свой пост по окончании работы 117-го Конгресса США, довыборы были назначены на ноябрь того же года, одновременно с основными выборами в Сенат. Маллин был одним из кандидатов на республиканских праймериз, одержав победу с 43,6 % голосов избирателей в первом туре и 65,1 % во втором. Его соперницей от демократов была бывшая член Палаты представителей США Кендра Хорн. На основных выборах, которые состоялись 8 ноября, Маллин одержал победу с результатом 61,8 % голосов избирателей.